# Karl Adolph von Basedow
Karl Adolph von Basedow (28. března 1799 Dessau – 11. dubna 1854 Merseburg) byl německým lékařem známým popsáním příznaků nemoci, která byla později nazvána Graves-Basedowovou nemocí nebo jen krátce Basedovovou nemocí.

## Život
Vystudoval na univerzitě v Halle. Následně nastoupil na běžnou lékařskou praxí do Merseburgu roce 1822. Poté se oženil a stal se brzy městským hlavním lékařem. Toto postavení si podržel až do konce života. V roce 1840 publikoval příčiny toho, co je dnes nazváno Graves-Basedowovým onemocněním. Zemřel v roce 1854, krátce poté, co se v Merseburgu nakazil skvrnitým tyfem od mrtvoly, kterou pitval.

## Lékařské objevy
Basedowovy tři eponymická lékařská označení: Basedowovo kóma, thyreotoxické kóma; Basedowovovy oční syndromy, jednostranné sjíždění z horního víčka u Basedowova syndromu; a, Graves-Basedowovo onemocnění, které je poruchou charakterizovanou „Merseburgerskou triádou“: tachykardií, strumou a exoftalmem. Termín „Basedowova nemoc“ navrhl Georg Hirsch ve svém díle Klinische Fragmente.